# Génébrières
Génébrières – miejscowość i gmina we Francji, w regionie Oksytania, w departamencie Tarn i Garonna.
Według danych na rok 1990 gminę zamieszkiwało 378 osób, a gęstość zaludnienia wynosiła 20 osób/km² (wśród 3020 gmin regionu Midi-Pireneje Génébrières plasuje się na 694. miejscu pod względem liczby ludności, natomiast pod względem powierzchni na miejscu 594.).